# John Forester
Pour les articles homonymes, voir Forester.
John Forester, né à East Dulwich près de Londres le 7 octobre 1929 et mort à San Diego le 14 avril 2020, est un ingénieur industriel américain spécialisé dans les questions de politique cyclable. 
Célèbre militant cycliste, il a inlassablement fait la promotion du « cyclisme véhiculaire », et a créé le programme de formation Effective Cycling (en). Il a formulé le principe cardinal du cyclisme véhiculaire en soutenant que « les cyclistes réussissent mieux lorsqu'ils agissent et sont traités comme des conducteurs de véhicules ». Parmi ses publications on trouve un guide intitulé Bicycle Transportation: A Handbook for Cycling Transportation Engineers. 

## Biographie

### Jeunesse
Né à East Dulwich près de Londres, Forester est le fils aîné de l'écrivain et romancier C. S. Forester. Il déménage avec sa famille à Berkeley, en Californie, en mars 1940 et fréquente les écoles publiques jusqu'au divorce de ses parents, et termine ses études secondaires dans une école préparatoire sur la côte Est. Il fréquente ensuite l'Université de Californie à Berkeley en commençant des études de physique, mais obtient un baccalauréat en anglais en août 1951[réf. nécessaire]. Après un bref passage dans l'US Navy au début des années 1950 pendant la guerre de Corée, Forester s'installe en Californie pour devenir, comme il l'a décrit, « un ingénieur industriel, un ingénieur de recherche senior, un professeur et, par dessus tout, un expert dans la science du vélo ». 
En avril 1966, le père de Forester meurt. L'importance inattendue de l'héritage et les dispositions testamentaires prouvent à Forester que son père, qu'il avait aimé et admiré, lui a constamment menti pendant des années et a très probablement mené une double vie. Cette découverte est une expérience traumatisante qui le conduit à écrire une biographie de son père en deux volumes intitulée Novelist and Story Teller: The Life of C. S. Forester,. 

### Militantisme cycliste
Forester est un cycliste passionné dès l'enfance. Il devient un militant cycliste en 1971, après avoir été verbalisé à Palo Alto en Californie pour avoir roulé à vélo dans la rue au lieu d'emprunter une piste cyclable récemment légalisée sur le trottoir. Il conteste la contravention et parvient à la faire annuler. Son premier article publié – le premier de ses nombreuses publications sur les alternatives aux pistes cyclables au cours des quatre décennies suivantes – paraît dans le numéro de février 1973 de Bike World, un magazine bimensuel régional du nord de la Californie. 
En mai 1973, son champ d'action s'élargit lorsque la Food and Drug Administration (plus tard la Consumer Product Safety Commission, ou CPSC) publie une réglementation détaillée en matière de sécurité des vélos. Initialement destinée uniquement aux vélos pour enfants, cette réglementation est rapidement étendue à tous les vélos, à l'exception des vélos de piste et des vélos sur mesure. En octobre de cette même année, Forester publie un article dans Bike World dénonçant à la fois le California Department of Transportation et le CPSC. Il cible la nouvelle réglementation CPSC, en particulier le système des « huit réflecteurs » qui exige la présence de catadioptres devant et derrière et le vélo, ainsi que sur les roues et les pédales. Le réflecteur avant remplace le phare de vélo. Forester soutient que les conducteurs de véhicules automobiles sur le point de croiser la route du cycliste ne verront pas le cycliste parce que les phares de leur véhicule à moteur ne rencontreront pas le réflecteur avant du vélo, ce qui est source d'accident. (cela ne fonctionnerait que si le vélo se retrouvait, à contre-sens, directement dans l'axe du faisceau des phares et donc peu de temps avant une collision inévitable.) 
Une fois les règles finalisées, Forester poursuit en justice le CPSC. Agissant en son nom propre (pro se), Forester ne comprend pas que la loi fédérale des États-Unis considère incompétente la cour d'appel en matière de contrôle du mérite technique des règles (un examen dit de novo) à moins que la procédure utilisée pour créer les règles soit défectueuse. Le CPSC soutient que la personne qui remet en cause une telle réglementation doit prouver que le processus était « arbitraire et capricieux ». Le juge ordonne une révision de novo des règles ; rejette quatre d'entre elles, mais laisse intacte la norme des « huit réflecteurs ». Forester, enhardi par ce succès partiel, lance de nouvelles contestations de réglementations devant les tribunaux, mais ne reproduit pas ce premier succès. Son plaidoyer juridique reste très controversé,. 
Son caractère rugueux et inflexible était bien connu, Forester critiquait les pistes cyclables néerlandaises, les déclarant dangereuses – mais il n'a jamais fait de vélo aux Pays-Bas. 
En plus du plaidoyer juridique, Forester est connu pour ses théories concernant la sécurité à vélo. Son programme éducatif Effective Cycling, développé à la suite de ses recherches selon lesquelles mêler automobilistes et cyclistes avertis réduit davantage les accidents que la création de voies cyclables en site propre, a été mis en œuvre par la League of American Bicyclists jusqu'à ce que Forester retire à cette organisation l'autorisation d'utiliser cette appellation.

### Mort
Le décès de Forester le 14 avril 2020 a été rapporté dans Forbes par un article du journaliste britannique Carlton Reid intitulé « Mort d'un dinosaure ».